# شيريل ألين
شيريل ألين (ولدت في 8 مارس 1972) هي عداءة كندا متقاعدة متخصصة في سباق 400 متر . 
حصلت ألين على مستقبل مهني شهير كمبتدئة، فازت في بطولتي بان أميركان جونيور لعامي 1989 و1991 .  كما حققت نجاحًا نادرًا في التنافس في ثلاث بطولات عالمية للناشئين . لم تصل أبداً إلى نهائي سباق 400 متر، سواء في 1986 أو 1988 أو 1990 . في التتابع 4 × 400 متر، احتلت المركز الرابع في عامي 1986 و 1988 ولم تصل إلى النهائي في عام 1990. كانت مشاركاتها الست في بطولة العالم للناشئين لا مثيل لها لسنوات عديدة. 

## روابط خارجية
- شيريل ألين على موقع الاتحاد الدولي لألعاب القوى (الإنجليزية)
- شيريل ألين على موقع الاتحاد الكندي لألعاب القوى (الإنجليزية)
- شيريل ألين على موقع اتحاد ألعاب الكومنولث (مؤرشف) (الإنجليزية)